# Mihai Popa
Mihai Maximilian Popa (n. 12 octombrie 2000, Constanța, România) este un fotbalist român, care joacă pe post de portar la Torino în Serie A. Pe plan internațional, are prezențe la națională pentru România U23⁠(d) și România Sub-21.

## Cariera de club

### Începuturile / Farul Constanța
Popa a început să practice fotbalul la vârsta de șapte ani cu clubul din orașul natal, Farul Constanța, iar doi ani mai târziu s-a mutat la Academia Gheorghe Hagi din apropiere. El a revenit în fosta echipă în 2018, urmând să-și facă debutul la seniori pe 30 septembrie, jucând într-o victorie cu 1–0 în Liga a II-a împotriva Viitorului Târgu Jiu.

### Astra Giurgiu
Popa s-a alăturat Astrei Giurgiu în vara lui 2019, dar nu a participat la niciun meci în primul său an în Liga I. Pe 14 februarie 2020, a fost împrumutat pentru restul sezonului echipei din liga secundă Rapid București. Într-un derby din Liga a II-a împotriva Petrolul Ploiești din 11 iulie 2020, Popa a primit două cartonașe galbene și a fost eliminat pentru că a ieșit de două ori de pe linia porții în timpul unei lovituri de pedeapsă; Petrolul a ratat și al treilea șut ulterior și jocul s-a terminat fără gol.
Pe 14 noiembrie 2020, la întoarcerea la Giurgiu, Popa și-a înregistrat debutul în prima ligă, începând în meciul terminat egal, 1–1,cu Dinamo București. Pe 22 mai 2021, a jucat întregul meci, Astra pierzând cu 2–3 după prelungiri împotriva Universității Craiova în finala Cupei României. Popa a participat în 15 meciuri în toate competițiile cuprinse în campania 2020-2021, care s-a încheiat cu retrogradarea pentru „Dracii negrii”.

### Voluntari
La 11 august 2021, Popa a fost transferat către Voluntari pentru o sumă nedezvăluită, Astra Giurgiu păstrând drepturi de participare de 50% într-o tranzacție de coproprietate.
Pe 19 mai 2022, Popa a pierdut din nou la a doua finală consecutivă a Cupei României, după o înfrângere cu 1–2 în fața lui Sepsi OSK. Trei zile mai târziu, cotidianul Gazeta Sporturilor a scris că octupla campioană CFR Cluj a făcut o ofertă de 300.000 de euro pentru a semna jucătorul.
În sezonul 2022–23, Popa a avut 13 meciuri fără gol primit, fiind lider în Superliga României la acest capitol, la egalitate cu Mihai Aioani.

### FC Torino
La 8 iunie 2023, clubul italian FC Torino a anunțat achiziționarea lui Mihai Popa, venit gratis după expirarea contractului cu FC Voluntari.

## Cariera internațională
În iunie 2021, Popa a fost selectat în lotul României a lui Mirel Rădoi pentru Jocurile Olimpice de vară amânate din 2020.

## Viața personală
Bunicul patern al lui Popa, Gheorghe, a fost și el un fotbalist profesionist. A jucat și el ca portar la Farul Constanța, între 1969 și 1977.